# Municipio de Paw Paw (Míchigan)
El municipio de Paw Paw (en inglés: Paw Paw Township) es un municipio ubicado en el condado de Van Buren en el estado estadounidense de Míchigan. En el año 2010 tenía una población de 7041 habitantes y una densidad poblacional de 73,44 personas por km².

## Geografía
El municipio de Paw Paw se encuentra ubicado en las coordenadas 42°11′57″N 85°56′29″O / 42.19917, -85.94139. Según la Oficina del Censo de los Estados Unidos, el municipio tiene una superficie total de 95.88 km², de la cual 90,42 km² corresponden a tierra firme y (5,69 %) 5,45 km² es agua.

## Demografía
Según el censo de 2010, había 7041 personas residiendo en el municipio de Paw Paw. La densidad de población era de 73,44 hab./km². De los 7041 habitantes, el municipio de Paw Paw estaba compuesto por el 92,32 % blancos, el 2,06 % eran afroamericanos, el 0,3 % eran amerindios, el 0,53 % eran asiáticos, el 1,95 % eran de otras razas y el 2,85 % eran de una mezcla de razas. Del total de la población el 5,5 % eran hispanos o latinos de cualquier raza.